# 厲陰宅3：是惡魔逼我的
是一部2021年美國超自然恐怖片，由麥可·查維斯執導，大衛·萊斯利·強森-麥古德瑞克撰寫劇本，強森-麥戈德里克和溫子仁撰寫故事。該片為2016年電影《厲陰宅2》的續集、招魂宇宙的第八部作品，主演包括薇拉·法蜜嘉、派翠克·威爾森、盧瑞·歐康納、莎拉·凱瑟琳·胡克和朱利安·希利亞德。本片改編自厄恩·夏恩·強生審判案件，发生于1981年的康涅狄格州。
第三部《厲陰宅》電影初步於2016年開始開發，不過溫子仁表示，由於與其他項目的時間安排衝突，他不會再執導該系列的另一部電影。彼得·沙佛朗證實，下一部電影不會是一部鬼屋電影。到了2017年6月，官方宣布第三部電影正在開發中，大衛·萊斯利·強森-麥古德瑞克被聘為編劇。麥可·查維斯被公布為該片的導演，他之前曾執導同属招魂宇宙的《泣妇的诅咒》。
《厲陰宅3：是惡魔逼我的》由華納兄弟定於2021年6月4日在美國院線上映，並於上映當天在HBO Max上線，為期一個月。

## 剧情
1981年，超自然現象探究者艾德與蘿琳·華倫夫婦受召，与助手德鲁于康涅狄格州布鲁克菲尔德镇记录对8岁男孩大卫·格拉策尔的驱魔过程，在场的有大卫的双亲、其姐姐黛比以及黛比的男友厄恩·强生。但附魔的大卫力量过大，众人难以招架，赶来支援的哥顿神父也因此受伤，最终以厄恩自愿与大卫交换附身而结束。艾德目睹这一幕，但因心脏病发昏迷送院。
艾德在翌日醒来后向萝琳告知厄恩被附身一事，萝琳随即向警察局报告，让警察前往格拉策尔一家的住处。但此时厄恩与黛比已回到他们一处养狗场楼上的公寓，那也是黛比工作的地方。在被恶魔附身，身体不适且看见幻觉的情况下，厄恩连捅22刀杀死场主布鲁诺·索尔斯，随后被捕。在华伦夫妇的帮助下，这一案件成为美国首例以“恶魔附身”为由进行无罪辩护的凶杀案。但辩护律师对他们表示，检察官有意判处厄恩死刑，他们必须拿出更多证据来为辩护作进一步支撑。华伦夫妇随即从头对大卫附魔一事进行梳理，后于格拉策尔的住处下发现一女巫图腾，判断有某位神秘学者或撒旦教徒故意在现场留下图腾，导致大卫被诅咒附身。两人后拜访对“公羊门徒”邪教有着长期研究的退休神父卡斯特纳，证实了他们的说法。
助手德鲁随后报告远在马萨诸塞州丹弗斯镇也有此图腾的出现，华伦夫妇驱车前往，与当地警探一起调查凯蒂·林肯与闺蜜洁西卡·斯特朗的失踪案，前者尸体后来被发现，同样身中22刀，而后者下落不明。萝琳在现场通过阴阳眼得知洁西卡系恶魔附身而行凶，后于附近跳崖自杀，这也帮助当地警察能发现其尸体；做为交换条件，警探把案宗交给华伦夫妇。事后萝琳意识到自己与大卫接触时有某种连接，遂告诉艾德一起前往殡仪馆调查。她握住洁西卡的手看见一女子正举行仪式，试图让厄恩割腕自杀，所幸萝琳及时制止，但同时也暴露身份而受到威胁。华伦夫妇后回到康州的住处与黛比整理案件，德鲁也向他们拿出一本中世纪威卡教的巫术书。艾德通过书中得知神秘女子已经把灵魂交予恶魔为代价，以一人被杀以及一人自杀的方式来完成活人献祭让自己获得力量，而这条诅咒可以通过破坏祭坛来破解。但艾德却在此时病倒，差点被女子蛊惑杀妻，随后在房间发现女巫图腾，并告知众人加紧调查，黛比则前往监狱陪同厄恩。
艾德与德鲁通过萝琳的描述来寻找女子的所在地，他们发现洁西卡曾于附近的费尔菲尔德大学读书，并在此处拿走图腾，随后缩小搜索范围。萝琳则前往求助卡斯特纳，后者此时坦白该女子是他在违反独身的情况下秘密抚养的亲生女儿，在卡斯特纳的影响下，她也对这类研究愈加狂热。卡斯特纳接着打开暗门让萝琳进入隧道寻找祭坛，后被到场的女子杀死。艾德也在此时找出方位赶到现场，拿起大锤进入隧道，却被恶魔附身并试图杀死萝琳。另一方面，厄恩受诅咒的影响也开始着魔，虽然有在场的黛比与纽曼神父的帮助，但恶魔仍将他逼向自杀边缘。所幸艾德通过与萝琳的回忆恢复理智，随即抡起大锤砸碎祭坛，厄恩得救，而女子因无法完成献祭被恶魔收命，死在华伦夫妇面前。
艾德事后把祭坛现场的仪式用杯存于自家收藏馆。厄恩被判过失杀人罪，在狱中服刑五年。丹弗斯的警探则在凯蒂与洁西卡死亡的地方献花。最后，艾德向萝琳展示复刻的两人初次邂逅的凉亭，相拥在一起。

## 演員
| 演員                                         | 角色                                              | 備註 |
| 薇拉·法蜜嘉 Vera Farmiga                     | 蘿琳·華倫 Lorraine Warren                         | 艾德的妻子，擁有陰陽眼，能夠看見凡人看不見的東西，重視自己的家庭。 |
| 派翠克·威爾森 Patrick Wilson                 | 艾德·華倫 Ed Warren                               | 超自然現象調查者，為天主教唯一認可的未受聖職（無神父頭銜）的驅魔師，富有同情心和責任心。                                                                                                   |
| 盧瑞·歐康納 Ruairi O'Connor                  | 厄恩·夏恩·強生 Arne Cheyenne Johnson              | 黛比·格拉策爾的男友。曾参与对大衛·格拉策爾的驱魔，但途中与大卫交换附身，最终着魔杀害养狗的场主布魯諾·索尔斯而入狱。                                                                        |
| 莎拉·凱瑟琳·胡克 Sarah Catherine Hook        | 黛比·格拉策爾 Debbie Glatzel                      | 厄恩·強生的女友，大卫的姐姐。 |
| 約翰·諾伯 John Noble                         | 卡斯特納 Kastner                                  | 退休神父，对“公羊门徒”邪教組織以及相关神秘学有着长期研究。 |
| 尤金妮·邦德蘭特 Eugenie Bondurant            | 神秘学者/艾拉·卡斯特納 The Occultist/Isla Kastner | 一位对撒旦崇拜异常狂热的女子，實為卡斯特納神父的女兒，在卡斯特納的影響下，她也對這類研究愈加狂熱。以自己生命为代价意图通过诅咒仪式向恶魔进行活人献祭以获得力量，为本作附魔事件的始作俑者。 |
| 朱利安·希利亞德 Julian Hilliard              | 大衛·格拉策爾 David Glatzel                       | 黛比的弟弟，曾一度被附魔，后与厄恩交换附身而脱离危险。 |
| 夏洛林·阿莫亞 Charlene Amoia                 | 茱蒂·格拉策爾 Judy Glatzel                        | 黛比与大卫的双亲。 |
| 保羅·威爾森 Paul Wilson                      | 卡爾·格拉策爾 Carl Glatzel                        | 黛比与大卫的双亲。 |
| 史特琳·傑林斯 Sterling Jerins                | 茱蒂·華倫 Judy Warren                             | 艾德和蘿琳·華倫的女兒，從母親身上遺傳到陰陽眼能力，絲毫不受父母經手的靈異案件所恐懼。 |
| 尚儂·庫克 Shannon Kook                       | 德魯·湯瑪士 Drew Thomas                           | 華倫夫婦的助手，負責管理他們的實驗器材與資料。 |
| 史蒂夫·寇特 Steve Coulter                    | 哥頓神父 Father Gordon                            | 长期协助华伦夫妇的教堂神父，帮助他们申请、处理过多数驱魔仪式。 |
| 万斯·皮萨尼 Vince Pisani                     | 纽曼神父 Father Newman                            | 在监狱工作的神父，为厄恩进行驱魔事宜。 |
| 羅尼·傑納·布萊文斯 Ronnie Gene Blevins       | 布魯諾·索尔斯 Bruno Sauls                         | 养狗的场主，被附魔的厄恩·強生杀害。 |
| 英格麗·畢蘇 Ingrid Bisu                      | 洁西卡·露易丝·斯特朗 Jessica Louise Strong        | 一起失踪案件的被害者，在附魔状态下刺殺好友凯蒂·林肯後跳崖自尽。 |
| 安德烈埃·安德拉德 Andrea Andrade             | 凯蒂·林肯 Katie Lincoln                           | 洁西卡·露易丝·斯特朗的好友，在洁西卡被附魔状态下遭洁西卡刺殺。 |
| 阿什莉·勒孔蒂·坎贝尔 Ashley LeConte Campbell | 梅丽尔 Meryl                                      | 一名律师，起初还不相信灵异事件直到华伦夫妇邀请她去家里做客，其后在法庭上帮助厄恩·強生。 |
| 李泰京 LeeTae-Kyun                           | 林肯 Lincoln                                      | 客串，律师。 |

## 製作

### 發展
2016年，被問及有關潛在的《厲陰宅2》續集時，华裔澳洲导演溫子仁說“可能會有更多《厲陰宅》電影，因為華倫夫婦有很多故事。”。然而，溫子仁表示由於有其他的電影工作，他可能無法執導《招魂：鬼使神差》。溫子仁後來表示，“如果製作《招魂：鬼使神差》的話，最好是設置在1980年代進行，而且可能會有狼人。也許我們可以以經典的恐怖電影《美國狼人在倫敦》一樣的風格去做。華倫夫婦必須對抗像《巴斯克維爾的獵犬》的事件。”。2017年5月，製片人彼得·沙佛朗表示《招魂：鬼使神差》不太可能成為“鬼屋”題材的電影。
2017年6月，宣布《招魂：鬼使神差》正在開發中，《厲陰宅2》的聯合編劇大衛·萊斯利·強森-麥古德瑞克被聘撰寫劇本。2018年9月，沙佛朗表示劇本即將完成，並將在2019年某個時間開始製作。2019年5月，據透露溫子仁與大衛·萊斯利·強森-麥古德瑞克共同撰寫故事。

### 前期製作
2018年10月，宣布溫子仁將不會回歸執導《招魂：鬼使神差》，改由《泣妇的诅咒》的導演麥可·查維斯執導。溫表示他與查維斯在《泣妇的诅咒》一起工作時給他留下深刻的印象。2018年12月，確認派翠克·威爾森和韋娜·法米加回歸飾演華倫夫婦。2018年12月，溫確認了該片的情節細節，說「我認為這是美國歷史上第一位被告以此做為理由。」。

### 拍攝
主體拍攝於2019年6月在亞特蘭大開始進行。

## 發行
《招魂：鬼使神差》原定由華納兄弟定於2020年9月11日在美國上映。2020年7月，受2019冠狀病毒病疫情影響，該片延期至2021年6月4日在美國院線上映，並於上映當天在HBO Max上線，為期一個月。

### 評價
爛番茄根據219條評論，持有56%的新鮮度，平均得分5.70／10，觀眾投票給出84%的分數，平均得分為4.3／5。在Metacritic上，電影獲得了53分。

### 票房
| 上一届： 《噤界II》 | 2021年美國週末票房冠軍 第23週 | 下一届： 《噤界II》 |

## 外部連結
- 互联网电影数据库（IMDb）上《厲陰宅3：是惡魔逼我的》的资料（英文）
- Box Office Mojo上《厲陰宅3：是惡魔逼我的》的資料（英文）
- 爛番茄上《厲陰宅3：是惡魔逼我的》的資料（英文）
- Metacritic上《厲陰宅3：是惡魔逼我的》的資料（英文）
- AllMovie上《厲陰宅3：是惡魔逼我的》的资料（英文）
- 開眼電影網上《厲陰宅3：是惡魔逼我的》的資料（繁體中文）
- Yahoo奇摩電影上《厲陰宅3：是惡魔逼我的》的資料（繁體中文）
- 雅虎香港電影上《厲陰宅3：是惡魔逼我的》的資料（繁體中文）
- 时光网上《厲陰宅3：是惡魔逼我的》的資料（简体中文）
- 豆瓣电影上《厲陰宅3：是惡魔逼我的》的資料 （简体中文）